# Ким Кимин
Ким Кими́н (кор. 김기민?, 金基珉?, по транскрипционной системе Концевича — Ким Гимин; род. 28 октября 1992, Сеул) — артист балета, премьер балетной труппы Мариинского театра. Лауреат нескольких международных конкурсов артистов балета.

## Биография
Родился 28 октября 1992 года в Сеуле в семье госслужащего и пианистки. С детства увлекался тхэквондо. Первый балет, который он посмотрел, «Спящая красавица», вызвал у него сильные эмоции. Начал заниматься балетом в 10 лет вместе со своим братом. Окончил Корейский государственный университет искусств, где учился в классе русских педагогов, солистов Мариинского театра Владимира Кима и Маргариты Куллик.
Придя в Мариинский театр в 2011 году, сначала был стажёром балетной труппы, затем дебютировал в партии Али в балете «Корсар». С 2012 года — солист балетной труппы, с 2015 — премьер Мариинского театра. В июне 2015 года дебютировал в Американском театре балета в партии Солора в балете «Баядерка». В декабре 2015 года ту же партию исполнил в спектакле Парижской оперы. В 2017 году вновь был приглашён в Американский театр балета. В 2018 году исполнил партию Альберта в балете «Жизель» в спектакле Венской оперы.
Выступал в качестве приглашённого солиста в спектаклях в рамках таких фестивалей, как Фестиваль классического балета имени Рудольфа Нуриева (Татарский театр оперы и балета, Казань), Фестиваль балетного искусства имени Рудольфа Нуреева (Башкирский театр оперы и балета, Уфа), Международный фестиваль балета («Кремлёвский балет», Москва), балетный фестиваль «Стерх» (Якутский театр оперы и балета, Якутск). Неоднократно приглашался для участия в различных гала-концертах.
16 июня 2019 года на новой сцене Мариинского театра прошёл творческий вечер танцовщика с участием Виктории Терёшкиной, Екатерины Кондауровой и прима-балерины Королевского балета Марианелы Нуньес.
18 июля 2021 года в Мариинском театре прошёл творческий вечер танцовщика, приуроченный к 10-летию его творческой деятельности. Вместе с Кимином в вечере участвовали его постоянные партнёрши Олеся Новикова, Виктория Терёшкина, Мария Хорева и Екатерина Осмолкина.

## Репертуар
- Али, «Корсар» в редакции П. Гусева
- Базиль, «Дон Кихот» в редакции А. Горского
- Золотой божок, затем Солор, «Баядерка» в редакции Владимира Пономарева и Вахтанга Чабукиани
- граф Альберт, «Жизель»
- принц Дезире, «Спящая красавица» в редакции К. Сергеева
- принц Зигфрид, «Лебединое озеро» в редакции К. Сергеева
- Щелкунчик-принц, «Щелкунчик» В. Вайнонена
- Меркуцио, Ромео, «Ромео и Джульетта» Л. Лавровского
- Али-Батыр, «Шурале» Л. Якобсона
- Фархад, «Легенда о любви» Ю. Григоровича
- Юноша, «Ленинградская симфония» И. Бельского
- Юноша, «Юноша и Смерть» Р. Пети
- Андрес, «Пахита» в постановке Ю. Смекалова
- солист, «Этюды» Х. Ландера
- Балеты М. Фокина:
  - Золотой раб, «Шехеразада»
  - Призрак, «Видение Розы»
- Балеты Ф. Аштона:
  - Аминта, «Сильвия»
  - Арман, «Маргарита и Арман»
- Балеты Дж. Баланчина:
  - «Драгоценности» (II часть, «Рубины»)
  - «Симфония до мажор» (III часть)
  - «Сон в летнюю ночь» (па-де-де из II действия)
  - Па-де-де на музыку Чайковского
- Современная хореография:
  - «Парк» Анжелена Прельжокажа
  - «Головокружительное упоение точностью» Уильяма Форсайта
  - «Инфра» Уэйна Макгрегора
  - «Золушка», «Лунный Пьеро», Concerto DSCH Алексея Ратманского
  - «Push Comes to Shove» Твайлы Тарп[7]

## Отзывы критиков
Критики неизменно отмечают, что в техническом арсенале танцовщика лёгкий «трамплинный» прыжок и отличное вращение, его также называют «обладателем завидной разножки». Отмечается повышенное чувство ответственности танцовщика, как и то, что его стремление «выполнять трюки на разрыв аорты» бывает, «обесценивает их своими усилиями». Приветствуется, что дебютируя в таких классических балетах, как «Дон Кихот», танцовщик старался следовать академическому тексту без «технологичной отсебятины», однако с добавлением «очаровательной авторской интерпретации с собственными интонациями».
Отмечается и сценическое обаяние танцовщика: 

Танец Кимин Кима — фантастически лёгок, прыжки — невероятно высоки и красивы, а сколько в его танце силы и грации! А ещё у Кимина есть качество, крайне важное для артиста: он умеет влюблять в себя публику.— «Наш вольный дух вьёт вольный свой полёт»

## Признание и награды
Кимин Ким — лауреат ряда международных конкурсов артистов балета: в Риме (I премия, 2008), Москве (II премия, 2009), Сеуле (I премия, 2009), Джексоне (II премия, 2010), Варне (I премия, 2010).
- Гран-при конкурса артистов балета «Арабеск» (Пермь, 2012).
- Гран-при конкурса Youth America Grand Prix (Нью-Йорк, 2012)[11].

В 2016 году получил премию «Бенуа танца» — за исполнение партий Солора («Баядерка» в редакции Рудольфа Нуреева, Парижская опера) и Золотого раба («Шехеразада» Михаила Фокина, Мариинский театр).